# Estación Pergamino (Belgrano)
Pergamino es una estación de ferrocarril ubicada en la ciudad del mismo nombre, en el Partido de Pergamino, Provincia de Buenos Aires, Argentina.

## Características
En esta zona, la vía se encuentra sin operación regular desde el año 2002 aproximadamente. Actualmente en las instalaciones de la estación se encuentra una comisaría cuyo fin del Municipio de Pergamino es conservar la estación. La última vez que un tren de cargas llegó a esta estación fue el 31 de enero de 2004.
Sus vías e instalaciones se encuentran sin funcionamiento, aunque a cargo de la empresa estatal Trenes Argentinos Cargas.

## Historia
Fue construida por la Compañía General de Ferrocarriles en la Provincia de Buenos Aires en 1908, como parte de la vía que llegó a Rosario en ese mismo año.